# Malika Belbey
Malika Belbey (Tiaret, Argelia; 15 de junio de 1974) es una actriz argelina. 

## Biografía
Belbey nació el 15 de junio de 1974 en Tiaret, en el oeste de Argelia. Se graduó de la Escuela de Arte Dramático de Argel. 

## Carrera
Comenzó su carrera en teatro actuando en "Nedjma", adaptada de la novela escrita por Kateb Yacine y dirigida por Ziani Cherif Ayad. Debutó en televisión en 2004 en The Player y en cine en 2006, en Barakat!. En 2007, apareció en la película Morituri, basada en la novela de Yasmina Khadra. El thriller sigue a un oficial de policía que investiga a un grupo terrorista durante la guerra civil argelina. En 2008, protagonizó la serie de televisión Djemai Family. También participó en Ad-Dhikra El Akhira en 2010 y 2011.
En 2019, Belbey interpretó dos papeles diferentes en Reconnaissance de Salim Hamdi. Belbey interpretó a Nabila en la serie de televisión Yema de 2020. Describió su personaje como una mujer que ha sufrido muchas injusticias pero que pudo reconstruir su vida y crear un hogar a pesar de pasar 10 años en prisión. Después de leer el guion, Belbey temía interpretar un papel similar al de las telenovelas anteriores y trabajó con el director Madih Belaïd para desarrollar el personaje.

## Reconocimientos
En marzo de 2014, fue honrada en el décimo tercer Festival de Radio y Televisión del Golfo en Baréin. Recibió el Premio a la Mejor Actriz en el Festival de Cine del Magreb en Uchda, Marruecos por su actuación en Reconnaissance.

## Filmografía

### Películas
- 2006 : Barakat!
- 2007 : Morituri
- 2008 : Le dernier passager (cortometraje)
- 2009 : Point final 1er novembre 1954
- 2019 : Reconnaissance

### Televisión
- 2004 : The Player : Sonia
- 2006 : Le printemps noir
- 2008 : Rendezvous with Destiny : Hanane
- 2008 : Djemai Family : The Indian Adra (temporada 1 episodio 17)
- 2010-2011 : Ad-Dhikra El Akhira : Halima
- 2015 : Weld Mama
- 2018 : Lella zineb
- 2019 : Rays Kourso
- 2019 : Wlad Lahlal : Zoulikha
- 2020 : Ahwal Anes : Madre de Redha
- 2020 : Yema : Nabila